# Comtesse Dash
Pour les articles homonymes, voir Dash.
La Comtesse Dash, nom de plume de Gabrielle Anna de Cisternes de Courtiras, née à Poitiers le 1er août 1804 et morte à Paris le 9 septembre 1872, est une romancière française aussi connue sous le pseudonyme de Jacques Reynaud.

## Biographie

### Enfance et formation
Gabrielle de Cisternes de Courtiras naît à Poitiers en 1804. Elle est la fille d'Anne-Marie Horens et d'Antoine Cisternes, directeur des domaines[à définir]. Elle est placée en pension le 20 juin 1811 dans une institution religieuse, le couvent des Dames de la Foi. Elle est ensuite envoyée à Paris, avant de revenir à Poitiers.
Elle s'y fait courtiser par le vicomte Eugène Jules de Poilloüe de Saint-Mars, capitaine au 8e régiment de dragons du Rhône, auquel elle se marie le 9 octobre 1822 à Poitiers. « J’allais commencer cette vie étrange qui n’est pas sans charmes pour la jeunesse, si une position de fortune indépendante permet de se donner certaines aisances et de voyager agréablement » écrit-elle. Elle en a un fils, et le suit en province et à l'étranger, puis le couple revient à Paris. Elle y sort souvent, et assiste à l'affrontement que génère Hernani entre les romantiques et les conservateurs : « La salle, comble jusqu'en haut, murmurait comme une ruche pleine d'abeilles affairées. On voyait entrer et sortir les séides du poète, les romantiques enrégimentés, affublés de costumes incroyables et porteurs de figures à faire crier les petits enfants. Ils avaient des chapeaux tyroliens, de longs cheveux incultes, quelques-uns même la barbe, mais c'était l'exception. Leur redingote serrée à la taille ressemblait à une tunique, quand elle n'affectait pas la forme d'un sac. ». Toutefois, la vie de garnison n'est pas pour elle et l'amour avec son époux, qui « n'était pas de ceux qu’on refuse », ne dure pas ; le couple se sépare, probablement vers 1835.

### Carrière littéraire
Gabrielle de Cisternes de Courtiras connaît bientôt des revers de fortune et, ruinée, elle songe à vivre de sa plume. Pour cela, elle prend le pseudonyme de Comtesse Dash, pour éviter une brouille avec sa famille. Elle commence par écrire pour plusieurs journaux (Le Figaro, La Sylphide et L'Événement), d'abord des romans de presse, puis elle est publiée en librairie. Sous ce nom de plume sortent un grand nombre de romans qui dépeignent le plus souvent — avec une nostalgie certaine — les mœurs du grand monde, ainsi que les vicissitudes de l'amour. Son premier roman, Le Jeu de la Reine, sort en 1839, et est bien reçu de la critique littéraire. 
Elle est aussi la collaboratrice d'Alexandre Dumas, pour lequel elle écrit plusieurs mémoires romancés : Vie et Aventures de la princesse de Monaco (1854), qui ne la mentionne nulle part, puis les Mémoires d'une aveugle, parfois intitulé Mémoires d'une aveugle. Madame du Deffand (1856), La Dame de volupté (1855 puis 1864 ou 1867 en version augmentée). Dumas prend soin de préciser dans la préface des ouvrages qu'il n'en est pas l'auteur. Par ailleurs, la paternité de la comtesse Dash n'est pas non plus certaine, car celle-ci affirme que la Princesse de Monaco serait l’œuvre d'une de ses amies. Elle cite également dans la liste des œuvres entreprises par cette amie les mémoires de Madame du Deffand.
En 1855, Dumas publie Marie Giovanni : journal de voyage d'une Parisienne, ouvrage dont il affirme dans l'introduction n'être que le rédacteur, la matière provenant de notes et documents que lui aurait confiés Marie Giovanni. Certains s'accordent à reconnaître la Comtesse Dash dans cette Parisienne, de retour d'un voyage dans le Pacifique effectué avec son mari entre 1846 et 1850. Cette hypothèse est évoquée en premier par Joseph Marie Quérard. Toutefois, une étude publié en 1979 (Alexandre Dumas, le Mexique et les Nègres) semble démontrer que la véritable Marie Giovanni serait une certaine Madame Callégari ; de plus, un ouvrage australien publié en 2016, The Journal of Madame Callegari,  fruit d'une longue recherche, lui donne le nom complet de Marie Callegari et raconte sa vie.
La Comtesse Dash meurt le 9 septembre 1872 à son domicile du 8 de la rue Nollet, dans le 17e arrondissement de Paris. Elle est inhumée deux jours plus tard au cimetière de Montmartre (23e division). En 1873, ses amis lui érigent un monument, œuvre de l'architecte Maurice du Seigneur, avec médaillon en marbre blanc d'Anatole Marquet de Vasselot.

## Œuvres
- Le Jeu de la reine, 2 volumes, 1839.
- La Chaîne d'or, 1840.
- Comtesse Dash, Les Bals masqués, 1842, 351 p. (lire en ligne).
- La Marquise de Parabère, 1842.
- Un mari, 2 volumes, 1843.
- Le Château de Pinon, 2 volumes, 1844.
- Les Châteaux en Afrique, 1844.
- Arabelle, 2 volumes, 1845.
- Mademoiselle de La Tour du Pin, 1847.
- Keepsake des jeunes personnes, illustré par Ernest Girard, 1847.
- Comtesse Dash, Les Amours de Bussy-Rabutin, Le Crédit, journal quotidien, 1842, 132 p. (lire en ligne).
- Comtesse Dash, La Marquise sanglante, 1849, 86 p. (lire en ligne).
- Les Amours de Bussy-Rabutin, 1850.
- La Bien aimée du Sacré-Coeur. Clémence, comtesse d'Oeldenbourg, 3 volumes, 1851.
- Quatorze de dames, 3 volumes, 1852.
- Le Dernier chapitre. La Chamoinesse, 4 volumes, 1852.
- La Pomme d'Ève, 1853.
- Les Orphelins, 3 volumes, 1853.
- La Place royale, 1853.
- Le Neuf de pique, 6 volumes, 1853.
- Un homme de génie, 2 volumes, 1853.
- L'abbé de Bourbon, 1853.
- La Dernière fleure d'une couronne, 3 volumes, 1854.
- Mercédès, 2 volumes, 1854.
- La Dernière favorite, 3 volumes, 1855.
- La Fée du jardin, 1855.
- La Comtesse de Bossut, 1855.
- Marie Giovanni et Alexandre Dumas (rédacteur), Marie Giovanni : journal de voyage d'une Parisienne, Bruxelles, Leipzig, Kiessling, Schnée et Cie, coll. « Hetzel », 1855-1856 (lire en ligne) — Ouvrage en 4 volumes. L'édition originale française est l'édition Cadot, mais elle n'est pas complète.
- Mémoires d'une aveugle, Madame du Deffand, 1856.
- Mademoiselle de Pons, 3 volumes, 1856.
- La Belle Aurore, 5 volumes (parfois titré Les Amours de la belle Aurore), 1856.
- Les Degrés de l'échelle : Comment tombent les femmes, 1857.
- La Duchesse de Lauzun, 6 volumes, 1858.
- Le Fruit défendu, 1858.
- Portraits contemporains, première série, 1859 (sous le pseudonyme de Jacques Reynaud)
- La Poudre et la Neige, 1859.
- Les Châteaux en Afrique, 2 volumes, 1859.
- La Marquise sanglante, 1859.
- Comtesse Dash, Le Salon du Diable, Michel Lévy frères, libraires éditeurs, 1860, 323 p. (lire en ligne).
- Les Lions de Paris, 1860.
- La Duchesse d'Eponnes, 1860.
- Le Salon du diable, 1860.
- La Princesse Palatine, 1860.
- La Belle aux yeux d'or, 3 volumes, 1860.
- La Sorcière du roi, 5 volumes, 1861.
- Les Galanteries à la cour de Louis XV, 4 volumes (Le Parc aux cerfs, Les Maitresses du roi, Jeunesse de Louis XV, La Régence), 1861-1862.
- Les Bals masqués, 1862.
- Le Nain du diable, 4 volumes, 1862.
- Les Dernières Amours de Madame Du Barry, 1864.
- Trois amours, 1864.
- La Jolie bohémienne, 1864.
- La Chambre bleue, 1864.
- Les Secrets d'une sorcière, 2 volumes, 1864.
- La Dame du château muré, 1864.
- La Belle Parisienne, 1864.
- Portraits contemporains, nouvelle série, 1864 (sous le pseudonyme de Jacques Reynaud)
- Comtesse Dash, Les Folies du cœur, 1865, 280 p. (lire en ligne).
- La Duchesse d'Eponnes, 1860.
- Le Chateau de la Roche-Sanglante, 1865.
- Une rivale de la Pompadour, 1865.
- Madame de la Sablière, 1865.
- Comtesse Dash, Le Château de la Roche-Sanglante, 1865, 297 p. (lire en ligne).
- Comtesse Dash, Mademoiselle Cinquante Millions, Teschen, chez Charles Prochaska, libr. éditeur, 1866, 170 p. (lire en ligne).
- Les Vacances d'une Parisienne, Michel Lévy, 1866 (idem ibidem)
- Les Héritiers d'un prince, 1866.
- Mademoiselle cinquante millions, 3 volumes, 1867.
- La Chambre rouge, 1867.
- Comment tombent les femmes, 1867.
- La Bohème au XVIIe siècle, 1867.
- Comtesse Dash, Le Drame de la rue du Sentier, 1868, 297 p. (lire en ligne).
- Comment on fait son chemin dans le monde. Code du savoir-vivre, 1868.
- Le Mari de ma sœur, proverbe, 1868.
- Les Femmes à Paris et en Province, 1868.
- Le Chien qui sème des perles, Achille Faure, 1866 (chroniqué par Zola le 14 avril 1866).
- La Princesse de Conti, 1868.
- Le Drame de la rue du Sentier, 1868.
- Les Comédies des gens du monde, 1868.
- Le Souper des fantômes, 1868.
- Les Soupers de la Régence, 1869.
- Bohème et noblesse, 1869.
- Les Aventures d'une jeune mariée, 1870.
- La Nuit de noces, 1870.
- La Vie chaste et la vie impure, 1870.
- Le Fils du faussaire, 1872.
- Un secret de famille, 1872.
- La Fée aux perles, 1872.
- Le Beau voleur, 1876.
- Une femme entre deux crimes, 1879.
- Mémoires des autres, 6 volumes, 1896-1898.